# Саничани
Саничани су насељено мјесто у граду Приједор, Република Српска, БиХ. Према попису становништва из 1991. у насељу је живјело 565 становника.

## Становништво
| Националност       | 1991.        | 1981.        | 1971.        |
| Срби               | 587 (93,92%) | 534 (85,99%) | 575 (98,29%) |
| Хрвати             | 9 (1,44%)    | 11 (1,77%)   | 10 (1,70%)   |
| Муслимани          | 3 (0,48%)    | 1 (0,16%)    | 0            |
| Југословени        | 24 (3,84%)   | 64 (10,30%)  | 0            |
| остали и непознато | 2 (0,32%)    | 11 (1,77%)   | 0            |
| Укупно             | 625          | 621          | 585          |

1. ↑  Муслимани се данас изјашњавају као Бошњаци.